# プランス・セグベフィア
コシ・プランス・セグベフィア（Kossi Prince Segbefia 、1991年3月11日 - ）は、トーゴ・ロメ出身のプロサッカー選手。トーゴ代表。ポジションは、ミッドフィールダー。

## 代表歴
U17年代からトーゴ代表に選出されている。アフリカ U-17選手権2007では全5合に出場し、準優勝と2007 FIFA U-17ワールドカップ出場権獲得に貢献した。2007 FIFA U-17ワールドカップではグループステージ2試合に出場した。
2011年8月28日、アフリカネイションズカップ2012予選・ボツワナ戦に臨むメンバーに選出された。9月4日開催の同試合で初キャップを記録、試合には1-0で勝利した。